# Guvernul Alexandru Diordiță
Guvernul Alexandru Diordiță este un cabinet de miniștri care a guvernat RSS Moldovenească în perioada 23 ianuarie 1958 - 15 aprilie 1970.

## Componența cabinetului
- Președintele Sovietului de Miniștri

Alexandru Diordiță (23 ianuarie 1958 - 15 aprilie 1970)
- Prim-vicepreședinte

Gheorghe Antoseac (1965-1970)
- Vicepreședinte

Chiril Iliașenco (ianuarie - aprilie 1963)
Nicolae Coval (1965-1967)
Anatol Corobceanu (1963-1970)
- Ministrul afacerilor externe

Alexandru Diordiță (23 ianuarie 1958 - 15 aprilie 1970)
- Ministrul afacerilor interne

Colonel Moisei Romanov (1958-1961)
General-locotenent Nicolae Bradulov (1961-1970)
- Ministrul securității naționale (președinte al Comitetului pentru Securitatea Statului)

Colonel Andrei Procopenko (1958-1959)
General Ivan Savcenko (1959-1966)
General Piotr Civertko (1966-1970)
- Ministrul gospodăriei comunale

Nicanor Polojenco (1959 - 15 aprilie 1970)
- Ministrul sănătății

Nicolae Testemițanu (1963-1968)
- Ministrul asistenței sociale

Gheorghe F. Chiriac (1958-1962)
- Ministrul învățământului

Evgheni Postovoi (decembrie 1962 - 15 aprilie 1970)
- Ministrul culturii

Artiom Lazarev (1958-1963)
Petrea Darienco (1963-1967)
- Ministrul colectării

Maxim Scurtul (1961-1962)